# Edigold Monday
Edigold Monday là một kế toán viên, nữ doanh nhân, giám đốc ngân hàng và nhà giáo dục người Uganda. Bà là giám đốc quản lý và giám đốc điều hành của Ngân hàng Thương mại Châu Phi (Rwanda) một ngân hàng thương mại được cấp phép.
Trước đây bà từng là giám đốc điều hành của Ngân hàng Châu Phi (Uganda). Monday là người phụ nữ Uganda đầu tiên nắm giữ vị trí giám đốc điều hành và giám đốc điều hành tại BOA-Uganda và cũng là người phụ nữ Uganda đầu tiên làm giám đốc điều hành của một ngân hàng thương mại trong lịch sử nước này.

## Giáo dục
Monday nhập học Đại học Makerere vào năm 1984, tốt nghiệp năm 1987, với bằng Cử nhân Kinh tế và Giáo dục. Bà là Kế toán viên được chứng nhận, được chứng nhận bởi Hiệp hội Kế toán Công chứng. Bằng cấp thứ hai của bà là Thạc sĩ Quản trị Kinh doanh của Đại học Heriot-Watt. Bà đã tham dự nhiều khóa học kinh doanh, quản lý và ngân hàng khác, theo thông tin hồ sơ trực tuyến của bà.

## Sự nghiệp
Monday trở thành một nhân viên ngân hàng vào năm 1994, bắt đầu như là một học viên kế toán tại Ngân hàng Centenary. Trong những năm qua, bà đã thăng tiến tới cấp bậc của Kiểm toán viên nội bộ tại Ngân hàng Centenary năm 2001. Năm 2004, bà rời Centenary và gia nhập Cơ quan quản lý động vật hoang dã Uganda, làm giám đốc tài chính và hành chính, từ tháng 6 năm 2004 đến tháng 1 năm 2007.
Sau đó, Monday tham gia chương trình Tài chính vi mô thương mại (CMF), một tổ chức tài chính vi mô cấp II, nâng cao trình độ giám đốc điều hành. Khi Công ty Bảo hiểm Công nghiệp và Tổng Công ty Plc. Nigeria đã mua lại CMF trong năm 2008, đổi tên thành tổ chức Global Trust Bank, thứ hai phục vụ một thời gian ngắn như giám đốc điều hành tạm thời trước khi rời khỏi để gia nhập BOA-Uganda. Năm 2009, bà được bổ nhiệm làm Quyền giám đốc điều hành tại BOA-Uganda. Monday đã được bổ nhiệm chính thức vào cương vị Giám đốc điều hành vào tháng 12 năm 2010, một vị trí bà giữ cho đến khi từ chức vào tháng 4 năm 2014.
| Năm       | Vị trí                                   | Tổ chức                                     |
| --------- | ---------------------------------------- | ------------------------------------------- |
| 1994–2001 | Nhiều vị trí kế toán nội bộ              | Centenary Bank                              |
| 2004–2007 | Giám đốc Tài chính & Hành chính          | Uganda Wildlife Authority                   |
| 2007–2009 | CEO                                      | Commercial Microfinance (Global Trust Bank) |
| 2009–2014 | CEO (Người Uganda đầu tiên)              | Bank of Africa Uganda                       |
| 2014–2018 | CEO                                      | Crane Bank Rwanda → CBA Rwanda              |
| 2018–nay  | National Coordinator (Giám đốc quốc gia) | Sparkassenstiftung (Đức) tại Uganda         |